# Boileryard Clarke
Pour les articles homonymes, voir Clarke.
William Jones Clarke (né le 18 août 1868 à New York et mort le 29 juillet 1959 à Princeton, New Jersey), aussi connu sous le nom de Bill Clarke et surnommé Boileryard Clarke, était un joueur américain de baseball.

## Biographie
Il évolue de 1893 à 1905, surtout comme receveur mais aussi comme joueur de premier but dans les Ligues majeures de baseball avec les Orioles de Baltimore (1893-1898), les Beaneaters de Boston (1899-1900), les Senators de Washington (1901-1904) et les Giants de New York (1905).
En 13 ans, il dispute 950 matchs de la Ligue majeure de baseball et réussit 858 coups sûrs, dont 110 doubles, 32 triples et 20 circuits. Il compte 429 points produits, 394 points marqués et sa moyenne au bâton en carrière s'élève à ,256.
Il est entraîneur de baseball des Tigers de Princeton pendant 36 saisons étalées sur une période de 47 ans, plus que toute autre personne dans l'histoire du programme de baseball de l'université de Princeton. Il dirige le club pour la première fois de 1897 à 1901, en plein cœur de sa carrière dans le baseball majeur, puis retourne à Princeton de 1909 à 1927. Après une seconde absence de l'établissement, il y retourne comme assistant-entraîneur en 1934 et 1935 avant de nouveau diriger l'équipe de 1936 jusqu'au moment de sa retraite, à l'âge de 75 ans, en 1944. Sous sa supervision, les Tigers ont remporté 564 victoires contre 322 défaites et 10 matchs nuls. Clarke Field (en), le terrain de baseball sur lequel évoluent les Tigers de Princeton, est construit en 1961 et nommé à sa mémoire.
Il est aussi joueur-entraîneur avec les Mud Hens de Toledo, un club mineur de l'Association américaine, en 1907. Il est gérant des Senators d'Albany (en) de la New York State League en 1909 et 1910,.
Né à New York, Clarke grandit au Nouveau-Mexique en territoire autochtone. Il dit avoir hérite de son surnom « Boileryard » (qui se traduit par « salle des chaudières ») en raison de « sa voix terrible résonnant d'un bout à l'autre du terrain ».
Il meurt à Princeton, dans le New Jersey, le 29 juillet 1959 à l'âge de 90 ans, à la suite de complications consécutives à une fracture de la hanche. Au moment de sa mort, Clarke était marié à Isabelle Thomas Clarke depuis 64 années.